# Pišťucha středozemní
Pišťucha středozemní (Prolagus sardus) je vyhynulý druh zajícovce, který obýval Sardinii a Korsiku a vyhynul v 18. nebo 19. století (ještě v roce 1774 se zmiňoval italský přírodovědec Francesco Cetti o půdě na ostrovech rozryté obřími krysami). Byl větší než žijící pišťuchy, dosahoval délky asi 25 cm a hmotnosti okolo půl kilogramu. Hlavním zdrojem informací o tomto živočichovi je kompletní kostra, nalezená roku 1967 v sardinské jeskyni Corbeddu. Za příčiny vyhynutí jsou označovány nadměrný lov, rozšiřování zemědělské půdy a zavlečení nepůvodních druhů, které se pišťuchou živily (kočka domácí) nebo byly jejím potravním konkurentem (králík divoký).